# Vilhelm Bjerknes
Vilhelm Friman Koren Bjerknes, född 14 mars 1862 i Kristiania (Oslo), död 9 april 1951 i Oslo, var en norsk fysiker och meteorolog, ledare för den så kallade Bergenskolan inom meteorologin. Han var son till Carl Anton Bjerknes och far till Jacob Bjerknes.

## Karriär
Bjerknes blev 1880 student samt 1892 filosofie doktor och amanuens i fysik i Kristiania. År 1893 blev han tillförordnad lärare och 1895 professor i mekanik och matematisk fysik vid Stockholms högskola, 1905 blev han professor i fysik där och 1907 professor i mekanik och matematisk fysik vid Kristiania universitet. År 1913 blev han professor i geofysik vid universitetet i Leipzig och direktor för det där upprättade geofysiska institutet, men återvände redan 1917 till Norge som professor vid Bergens museum och chef för avdelningen för dynamisk meteorologi vid dess geofysiska institut. År 1926 blev han åter professor vid universitetet i Oslo, en befattning vilken han behöll fram till pensioneringen 1932.

## Vetenskaplig verksamhet
Åren 1889–1891 företog Bjerknes utlandsresor och studerade huvudsakligen i Paris hos Henri Poincaré och Paul Appell samt i Bonn hos Heinrich Hertz. Av den sistnämnde fördes han in i studiet av elektriska vågor, på vilket område han utförde mycket värdefulla mätningar. En del av dessa sammanfattade han i sin doktorsavhandling, Elektriske bevægelser i Hertz’ primære leder (i "Arkiv for mathematik og naturvidenskab", 1892). De efter denna tid publicerade skrifterna återfinns huvudsakligen i Wiedemanns "Annalen" och i "Archives des sciences physiques et naturelles" (Genève) samt i Videnskabsselskabets i Kristiania och Vetenskapsakademiens i Stockholm publikationer.

## Vetenskapliga resultat
Vilhelm Bjerknes medverkade även i hög grad vid sin fars hydrodynamiska undersökningar och utarbetade dennes hydrodynamiska teori. Stor betydelse för den dynamiska meteorologins utveckling hade hans arbeten angående den så kallade cirkulationsteorin (första avhandlingen: Über einen hydrodynamischen Fundamentalsatz und seine Anwendung auf Atmosphäre und Weltraum, i Vetenskapsakademiens handlingar, 1899), vilken delvis utarbetades i praktisk riktning av hans lärjunge Johan Sandström. Bland hans senare skrifter märks Recherches sur les champs de force hydrodynamique och Fields of Force (båda 1906). Med stöd av Carnegie Institution utgav han "Dynamic Meteorology and Hydrography".

## Utmärkelser
Bjerknes blev ledamot av Videnskabsselskabet i Kristiania 1893, Vetenskapsakademien 1905,  Vetenskaps- och vitterhetssamhället i Göteborg (1918) samt Vetenskapssocieteten i Uppsala 1922.